# Heliconius notabilis
Heliconius notabilis är en fjärilsart som beskrevs av Osbert Salvin och Frederick DuCane Godman 1868. Heliconius notabilis ingår i släktet Heliconius och familjen praktfjärilar. Inga underarter finns listade i Catalogue of Life.